# Nolana peruviana
Nolana peruviana es una de las 49 especies del género Nolana presentes en Chile, de familia de las solanáceas (Solanaceae). Esta especie en particular es endémica con una distribución amplia en el borde costero desde la Región de Tarapacá hasta  la Región de Atacama en Chile.

## Descripción
Nolana peruviana se encuentra descrita como un subarbusto perenne, ramosa y densamente pubescente, de forma globosa y forma manchones. Es algo leñosa en su base.Es una planta densa de color amarillo-grisáceo.
Se caracteriza por tener flores pequeñas, no muy abundantes, éstas sobresalen un poco del cáliz, son de color blanco. su cáliz de forma cilíndrico-globular presenta cinco lóbulos. La corola posee de 5 pétalos unidos con forma de campana, gamopétalas, su corola normalmente es de color blanca. La parte interior de la flor o garganta es de color amarilla verdosa. Posee 5 estambres desiguales en tamaño de color amarilla verdoso y anteras maduras son de color amarillo pálido. 
Existen ejemplares cuya corola es de color lila o púrpura y garganta blanca, con anteras de color violeta, pero aún se discute si se trata de una subespecie Nolana peruviana  (Gaudich.) I.M.Johnst. ssp. divaricata (Lindl.) Mesa 
Su fruto compuesto, acrecente, posee de 5 núculas pequeñas con 1 a 2 semillas de color negro.
Nolana peruviana presenta hojas suculentas lineares muy expandidas en el extremo que terminan en una lámina globosa, posee un pecíolo corto. La forma de sus hojas es la principal característica de esta especie. 
Crece en sectores costeros secos con suelo pedregoso o rocoso, muy cerca del mar o en quebradas con influencia de neblinas costeras, con alta radiación solar en terrenos planos y sectores con exposición norte. Crece desde los 0 hasta los 500 metros sobre el nivel del mar, en quebradas interiores con influencia de la camanchaca puede llegar hasta los 2000 metros. Esta especie en particular requiere de la humedad de neblinas costera camanchaca. No resiste heladas. En la región de Antofagasta y Atacama florece con mayor intensidad en períodos de desierto florido. Habita en un clima de rusticidad USDA equivalente a zonas 10 y 11.

## Nombres vernáculos
Los ejemplares de esta especie con flor blanca son conocidos como 'hierba de la lombriz', 'sosa brava' o simplemente como 'sosa', debido a su parecido a Nolana sedifolia. 

## Importancia
Esta es especie constituye una de las flores emblemáticas que aparecen durante la floración del fenómeno denominado Desierto florido
Es considerada una planta con valor ornamental.

## Amenazas
Una de las principales amenazas de esta especie la constituyen factores antrópicos como la urbanización y ocupación del borde costero, por acción antrópica por el turismo y colecta de flores